# Klosterbergestraße 26

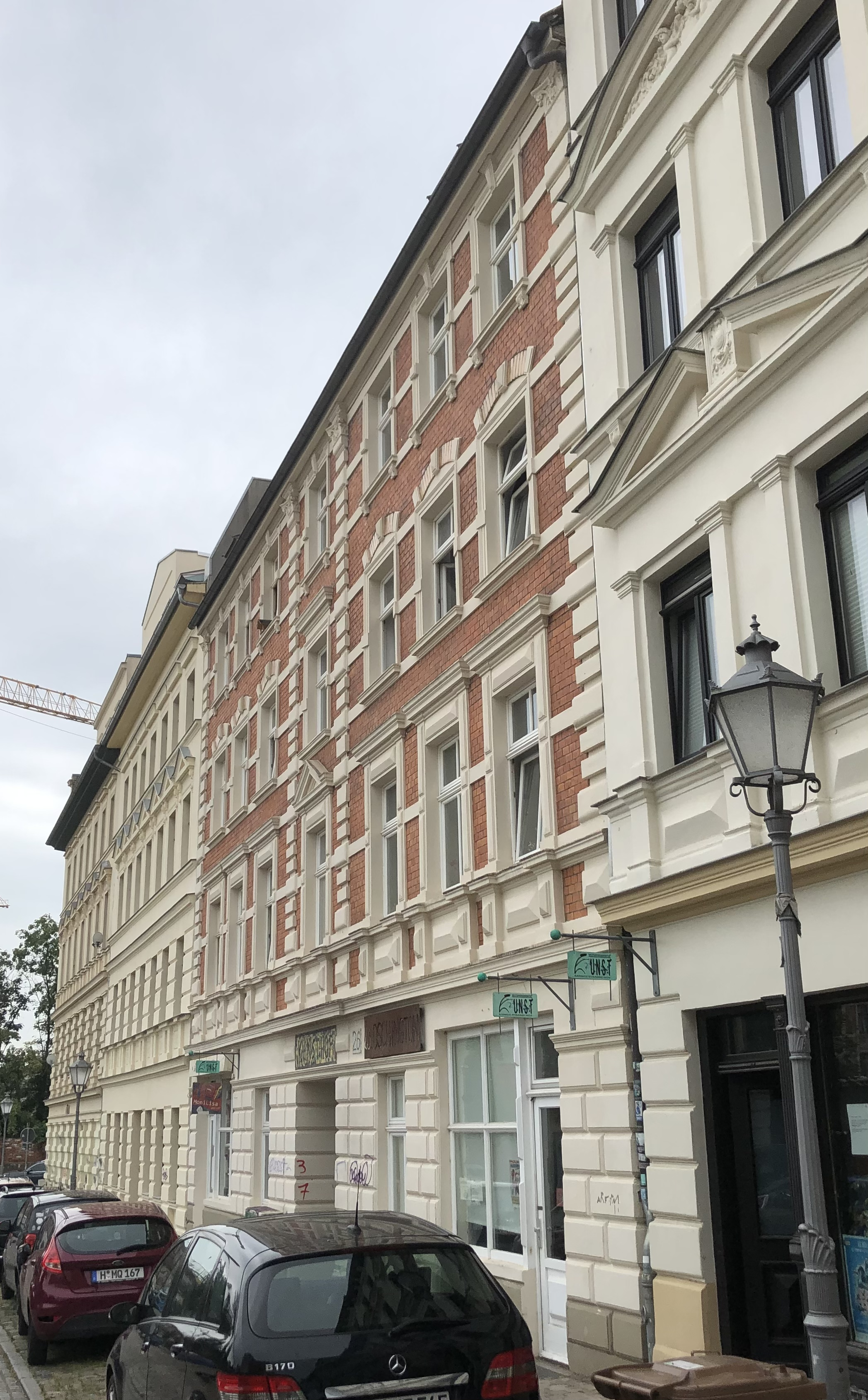
Klosterbergestraße 26 im Jahr 2021

Das Haus Klosterbergestraße 26 ist ein denkmalgeschütztes Wohnhaus in Magdeburg in Sachsen-Anhalt.

## Lage
Es befindet sich auf der Westseite der Klosterbergestraße im Magdeburger Stadtteil Buckau. Nördlich grenzt das gleichfalls denkmalgeschützte Haus Klosterbergestraße 24, südlich das Gebäude Klosterbergestraße 28 an. Zugleich gehört das Gebäude dem Denkmalbereich Klosterbergestraße an.

## Architektur und Geschichte
Das viergeschossige Haus wurde im Jahr 1887 für den Bauunternehmer und Maurermeister G. Wegener errichtet. Am Bau war der Maurermeister  Ernst Reppin beteiligt. Der Ziegelbau erhielt eine siebenachsige symmetrische Fassade im Stil der Neorenaissance. An den Gebäudeecken besteht jeweils eine Eckrustizierung. Die mittlere Achse wird auf beiden Seiten von der Eckrustizierung entsprechenden Putzquadern gerahmt und so besonders hervorgehoben. Nach oben wird diese vertikale Gliederung durch Kapitelle bekrönt. Die Erdgeschossfassade ist ebenfalls mit einer Putzquaderung versehen. An der Fassade der oberen Geschosse befinden sich horizontale Putzbänder. Sowohl in den Brüstungszonen unterhalb der Fenster des ersten Obergeschosses als auch an den Fensterstürzen sind Diamantquader angeordnet.
Im örtlichen Denkmalverzeichnis ist das Wohnhaus unter der Erfassungsnummer 094 17845 als Baudenkmal verzeichnet.
Das Haus gilt als Beispiel für ein Mehrfamilienhaus der Gründerzeit mit einfachem bis mittlerem Standard und ist straßenbildprägender Teil einer geschlossen erhaltenen Straßenzeile dieser Bauzeit. 